# The Same But Different

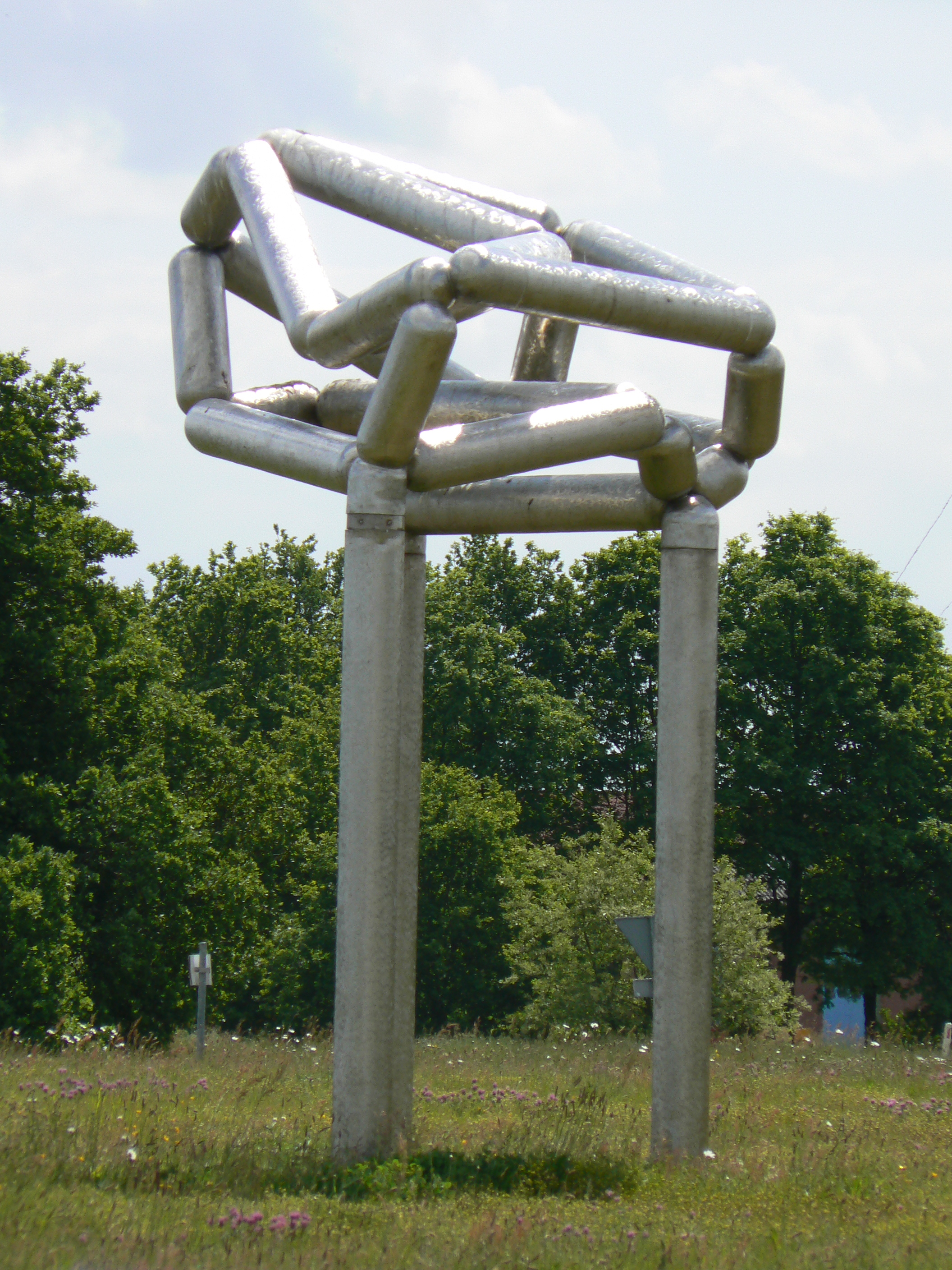
Sculptuur in Hoogersmilde

The same but different (2006) is een tweedelig kunstwerk van beeldend kunstenaar Richard Deacon langs de N381. Het kunstwerk bestaat uit twee soortgelijke sculpturen die op kilometers afstand van elkaar, in Emmen bij de oprit van de N34 en in Hoogersmilde bij de afrit naar de N371, zijn geplaatst. De sculpturen zijn duidelijk verschillend, maar bij de toeschouwer rijst de vraag waar die verschillen in zitten. Bovendien verandert de visuele impressie van de sculptuur bij waarneming vanuit een rijdende auto.

## Trivia
- De sculptuur Can't see the Wood for the Trees bij het Rottepolderplein heeft eenzelfde thematiek.

## Externe bronnen
- Website: Kunst en publieke ruimte
- Website: Drenthe Kunstbreed (andere foto)